# Paraiospilus affinis
Paraiospilus affinis är en ringmaskart som beskrevs av René Viguier 1911. Paraiospilus affinis ingår i släktet Paraiospilus och familjen Iospilidae. Inga underarter finns listade i Catalogue of Life.